# Melissa Hill
Melissa Hill, née à San Francisco en Californie le 8 janvier 1970, est une actrice pornographique américaine. Elle était danseuse et professeur de danse avant de se lancer dans la pornographie. Elle a tourné dans plus de 200 films.

## Filmographie sélective
- 2008 Naughty Amateur Home Videos: Decadent Delaware
- 2004 Say Aloha To My A-hola
- 2003 Eager Beavers
- 2002 I Love To Masturbate 1
- 2001 Private Life of Monique Covet
- 2000 All Girl Pussy Lickers
- 1999 No Man's Land 26
- 1998 Divine Rapture
- 1997 No Man's Land 17 & 20
- 1996 Vivid's Bloopers and Boners
- 1995 Searching For Wild Girls
- 1995 Penetrator 2 Grunge Days
- 1994 First Time Lesbians 12
- 1993 Video Virgins 8

## Récompenses
- 1997 : AVN Award Meilleure scène de sexe entre filles — film (Best All-Girl Sex Scene — Film) pour Dreams of Desire[4]
- 1997 : AVN Award Meilleure actrice — film (Best Actress — Film) pour Penetrator 2: Grudgefuck Day[4]
- 1998 : AVN Award Meilleure actrice dans un second rôle — film (Best Supporting Actress — Film) pour Bad Wives[5]
- 2015 : XRCO Hall of Fame[6]

### Nominations
- 2000 : AVN Award Meilleure actrice dans un second rôle — film (Best Supporting Actress — Film) pour Nothing to Hide 3 et 4